# Штокман, Георг Франц Генрих
Георг Франц Генрих Штокманн (нем. Georg Franz Heinrich Stockmann; 14 января 1825, Ритцерау, Герцогство Лауэнбург — 6 января 1906, Бад-Кройцнах, Рейнланд-Пфальц) — бизнесмен немецкого происхождения, работавший в Хельсинки. Основатель финской сети универмагов Stockmann.
Штокманн родился в 1825 году в Рицерау недалеко от Любека. Его отец Иоахим Франц Герман Штокманн был лесником. Штокманн начал свою профессиональную карьеру как торговец. Он изначально планировал перебраться в Америку, но, получив предложение из Финляндии, переехал в эту страну, и в 1852 году начал работать бухгалтером и казначеем стекольного завода в Нуутаярви.
Основав на юге Финляндии собственный стекольный завод, Штокманн открыл сеть розничной торговли, которая с самого начала носил его имя. В феврале 1862 года он основал торговую компанию. Вскоре он расширил ассортимент продукции от посуды и изделий из хлопка до рабочих инструментов и всевозможных потребительских товаров. Уже в начале 1870-х годов компания Stockmann стала крупнейшей торговой компанией в Хельсинки.
В 1860 году Штокманн принял финское гражданство. В том же году он переместил штаб-квартиру компании на Сенатскую площадь в Хельсинки. В новом универмаге Stockmann были большие витрины и торговые помещения с несколькими кассами. В 1890-х годах торговая сеть расширилась. В 1902 году Стокманн акционировал свою компанию. Председателем акционерного общества стал его старший сын Карл Штокманн.
С 1890 года и до самой своей смерти Штокманн был членом масонской ложи в Кройцнахе.